# Шайтанка (верхний приток Тагила)
Шайта́нка (в верховье Дикая Шайтанка) — малая река на Среднем Урале, в Горнозаводском округе Свердловской области России. Протекает по муниципальному округу город Нижний Тагил и Кировградскому муниципальному округу. Устье реки находится на 361-м километре по левому берегу реки Тагил на высоте 223 метров над уровнем моря. Длина реки Шайтанки составляет 19 километров.
Дикая Шайтанка берёт начало на восточном склоне хребта Весёлые горы, в 2 километрах к юго-юго-западу от вершины горы Широкой (746,9 м) и в 2,5 километрах к востоко-юго-востоку от вершины горы Старик-Камень (755,4 м). Берега местами заболочены. Правые притоки — Ильинка и Полуденная Шайтанка.

## Данные водного реестра
По данным государственного водного реестра России, река Шайтанка относится к Иртышскому бассейновому округу, речному бассейну Иртыша, речному подбассейну Тобола. Водохозяйственный участок — Тагил от истока до города Нижнего Тагила, без реки Чёрной.
Код объекта в государственном водном реестре — 14010501412111200005133.